# Dyer Lum
Dyer Daniel Lum (1839 - 1893) fue un anarquista, activista laboral y poeta estadounidense del siglo XIX. Líder anarcosindicalista e intelectual de la década de 1880, es recordado como el amante y mentor de la joven anarcofeminista Voltairine de Cleyre.

## Activismo
Lum fue un escritor prolífico que escribió una serie de textos anarquistas, y contribuyó publicaciones como Mother Earth, Twentieth Century, Liberty (la revista anarcoindividualista de Benjamin Tucker), The Alarm (la revista de la Asociación Internacional de Trabajadores) y Open Tribunal, entre otros. Tras la detención de Albert Parsons, editó The Alarm de 1892 a 1893.
Tradicionalmente considerado como un «amable teórico anarquista», Lum fue recientemente calificado por el estudioso Paul Avrich como un «rebelde sin compromiso sediento de violencia y martirio» a la luz de su participación en el incidente de Haymarket en 1886.

## Pensamiento
La filosofía política de Lum era la fusión de «una forma radicalizada de economía laissez-faire» inspirada por los anarquistas de Boston con la organización laboral radical similar a la de los anarquistas de Chicago de la época. Sostuvo que los problemas laborales son causados por el intervencionismo estatal al crear monopolios.
Lum se volvió anarquista luego de su frustración con el abolicionismo y el espiritismo. La misma Voltairine de Cleyre lo clasificó como mutualista. Y Max Nettlau afirma que fusionó anarcocolectivismo con mutualismo, además de combinarlo con sindicalismo revolucionario.

## Obras
- Utah and Its People: Facts and Statistics Bearing on the "Mormon Problem"…by a Gentile (New York, 1882).[10]
- A Concise History of the Great Trial of the Chicago Anarchists in 1886. Adamant Media Corporation. ISBN 9781402162879.
- Spiritual Delusions.[1]
- The Economics of Anarchy: A Study of the Industrial Type (1890) (Archivo del Molinari Institute).
- Philosophy of Trade-Unionism.

### Artículos selectos
- Dyer D. Lum on Anarchy (1887) (Archivo de Anarchy Archives).
- "Eighteen Christian Centuries or the Evolution of the Gospel of Anarchy", en Liberty.[11]
- "Rights of Labor and Spiritual Delusions".